# Zilog Z8000
Le Z8000 est le microprocesseur 16 bits lancé par la société Zilog en 1979.

## Éléments d'architecture

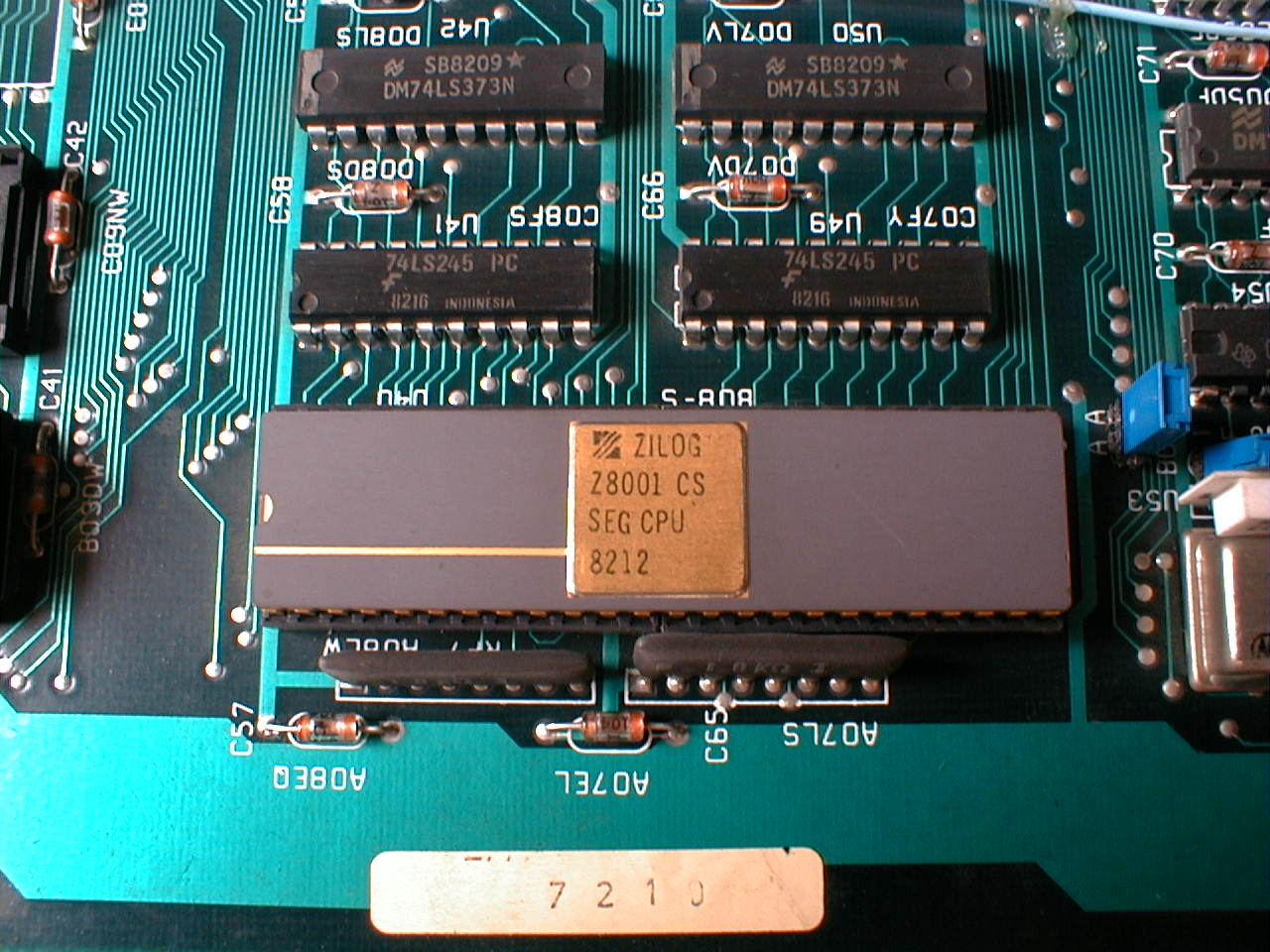
Processeur Zilog 8001 sur une carte mère d'ordinateur Olivetti M20.

L'architecture du Z8000 a été conçue par Bernard Peuto tandis que l'implémentation logique et matérielle était réalisée par l'équipe de Masatoshi Shima. Le Z8000 intégrait seulement 17 500 transistors. Sa fréquence d'horloge s'étendait entre 4 MHz et 10 MHz. Il n'était pas compatible avec l'architecture Zilog Z80 ni avec l'architecture x86 d'Intel et, bien qu'on en trouvait encore en fonctionnement dans les années 1990, il n'a jamais été très répandu. Les contrôleurs SCC Z16C00 reposent néanmoins encore sur le noyau Z8000.
D'architecture fondamentalement 16 bits, le Z8000 pouvait adresser un espace logique de 64 Ko, mais le Z8001 était pourvu de registres segments de 7 bits permettant d'adresser 128 segments de 64 Ko sur 23 bits, soit un espace logique total de 8 Mo. Il disposait de seize registres généraux 16 bits dont les huit premiers pouvaient être accédés comme seize registres de 8 bits tandis que l'ensemble du fichier de registres pouvait être vu comme huit registres 32 bits ou quatre registres 64 bits. Le jeu d'instructions comprenait une multiplication 32 bits avec résultat sur 64 bits.
C'était l'un des premiers micro-processeurs à proposer deux modes de fonctionnement, un mode normal ou utilisateur pour les logiciels et un mode système ou superviseur pour le système d'exploitation. Chacun de ces modes avait son registre de pile afin de protéger le système des actions intempestives des logiciels.
Le Zilog Z80000 était l'extension 32 bits du Z8000.